# Serra del Dac
La Serra del Dac és una serra situada al municipi de les Valls de Valira a la comarca de l'Alt Urgell, amb una elevació màxima de 1.758 metres.